# Artiora
Artiora là một chi bướm đêm thuộc họ Geometridae.

## Các loài
- Artiora evonymaria (Denis & Schiffermüller, 1775)